# Municipio de Acatzingo
El municipio de Acatzingo (del náhuatl: Acatzinco ‘caña-pequeña-lugar’‘Lugar de pequeños carrizales’) es uno de los 217 municipios del estado de Puebla, México. Se localiza en el centro del estado, dentro del valle de Tepeaca, que es una prolongación del valle de Puebla-Tlaxcala.

## Geografía
El municipio de Acatzingo abarca una superficie de 125.02 kilómetros cuadrados. Forma parte de la región del Valle de Puebla. Limita al norte con Nopalucan y Soltepec; al noreste con el municipio de Mazapiltepec de Juárez; al este, con el municipio de General Felipe Ángeles; al sur, con Los Reyes de Juárez, San Salvador Huixcolotla y el municipio de Quecholac; y al poniente con el municipio de Tepeaca. Forma parte del Valle de Tepeaca, que es la prolongación oriental del valle Poblano-Tlaxcalteca. Esta planicie se localiza al sur del Volcán Malintzin, que señala el límite entre Puebla y Tlaxcala. El subsuelo del valle de Tepeaca se caracteriza por sus grandes yacimientos de piedra caliza y mármol. El nivel del valle es de 2100 msnm, pero se eleva hacia el norte del municipio hasta alcanzar 2500 msnm en las estribaciones de la Sierra Madre Oriental.

## Uso de suelos
El cambisol es el tipo de suelo dominante en la región, adecuado para actividades agrícolas de moderadas a buenas según la fertilización a que sean sometidas, pero por ser arcillosa y pesada, tienen problemas de manejo.

## Demografía

### Evolución demográfica
De acuerdo al Conteo de Población 1995 de INEGI el municipio contaba con 36,660 habitantes, siendo 18,165 hombres y 18,495 mujeres, con una densidad de población de 293 habitantes por kilómetro cuadrado; teniendo una tasa de crecimiento anual de 2.69 %.Se estimaba que para el año 2000 la población sería de 40,441 calculándose una densidad de población de 323 habitantes por kilómetro cuadrado.
De acuerdo a los resultados que presenta el II Conteo de Población y Vivienda del 2005, el municipio cuentan con un total de 46,178 habitantes.
Actualmente y según el último censo realizado el 2010 el municipio posee un total de 52078 habitantes, de los cuales 25298 son hombres y 26780 mujeres.
Con respecto a marginación tiene un índice de -0.213, eso quiere decir que su grado de marginación es media, por lo que ocupa el lugar 169 al resto del estado.[cita requerida]
Tiene una tasa de natalidad de 43 %; una tasa de mortalidad de 5.4 % y una tasa de mortalidad infantil de 29.7 %.[cita requerida]

### Vivienda
En el municipio existen un total de 5,898 viviendas particulares habitadas; el material utilizado para la construcción de pisos es de cemento, techos de concreto y paredes de ladrillo.
De acuerdo a los resultados que presenta el II Conteo de Población y Vivienda del 2005, en el municipio cuentan con un total de 8,212 viviendas de las cuales 8,027 son particulares.

### Población económicamente activa
La población económicamente activa del municipio es de 41.6 %, el cual el 97,8 % son ocupados y el 2.2 % desocupados. Además el total de la población económicamente inactiva es de 56.6 % y 1.6 % de no especificados.[cita requerida]

### Etnias
De acuerdo a los resultados que presenta el II Conteo de Población y Vivienda del 2005, en el municipio habitan un total de 141 personas que hablan alguna lengua indígena. [cita requerida]

### Religión
En el municipio la religión que predomina es la católica, con el 97 %; seguida en menor escala por la protestante, con 3 %.

## Infraestructura

### Educación
En 1997, el municipio contaba con 57 planteles educativos; de los cuales 15 eran de enseñanza preescolar con 1,090 alumnos; 4 preescolares indígenas con 24 alumnos; 2 preescolares CONAFE con 52 alumnos; 22 de nivel primaria formal con 7,006 alumnos; 2 primarias de la CONAFE con 21 alumnos; 9 secundarias con 1895 alumnos, 4 bachilleratos: "Josefa Ortíz de Domínguez", "Leonardo Tamaríz", "Valle de Acatzingo", "Colegio Benavente"; con 608 alumnos Centro escolar y COBAEP P-19, una escuela profesional con 51 alumnos afiliada a la Benemérita Universidad Autónoma de Puebla y una Preparatoria Regional de la Benemérita Universidad Autónoma de Puebla con los 90 mejores alumnos del municipio.

www.valledeacatzingo.edu.mx

### Salud
El municipio tiene un total de 3 unidades médicas, una corresponde al ISSSTE de seguridad social y 2 a SS de asistencia social, éstas proporcionan servicio a una población de 11,684 habitantes.
Las unidades médicas están atendidas por un médico y una enfermera en cada una de ellas. Además cuenta con 2 casas de salud, las cuales son atendidas por auxiliares de enfermería de la misma comunidad.

### Abasto
El municipio tiene centros de suministro comercial como: un tianguis que es puesto los días martes en el centro de la localidad, y un mercado fijo.

### Deportes
En lo que respecta a la recreación y al deporte se cuenta con infraestructura como campos y canchas recreativas, de acceso libre al público y en algunos lugares cuenta con espacios recreativos que cubren en lo general la demanda.
También en deporte puede haber el fútbol un deporte demasiado hermoso para ellos.

## Economía

### Agricultura
Las principales hortalizas que se cultivan son:
- maíz
- frijol
- trigo
- haba
- lechuga
- col
- calabaza
- cilantro
- zanahoria
- ajo
- remolacha
- tomate
- alfalfa
- membrillo
- pera
- chabacano
- durazno
- nopal tunero

### Ganadería
En lo que se refiere a este rubro se cría ganado bovino de carne y leche, porcino, caprino, ovino, asna, mular, también se cría conejo y aves de corral.

### Apicultura
Esta actividad se viene desarrollando satisfactoriamente lográndose con ello una gran producción de miel de excelentes propiedades nutricionales para la población.

### Industria
Entre las ramas industriales que destacan se encuentra la fabricación de alimentos, productos de madera y corcho excepto muebles, herrerías, productos de minerales no metálicos y metálicos excepto maquinaria y equipo, equipo de transporte y sus partes como carrocerías.

### Comercio
Los centros comerciales establecidos son una fuente importante de abastecimiento para la población ya que se pueden adquirir artículos de primera y segunda necesidad; destacan abarrotes y misceláneas, frutas y legumbres, tendajones y carnicerías, tortillerías, pollerías, zapaterías, tlapalerías, papelerías, farmacias, aparatos eléctricos, materiales para construcción y alimento para ganado.
Las actividades económicas del municipio por sector, se distribuye de la siguiente forma:
| Sector Primario                                                           | 47.6 % |
| ------------------------------------------------------------------------- | ------ |
| Agricultura, Ganadería, Caza y Pesca                                      |        |
| Sector Secundario                                                         | 22.8 % |
| Minería, Petróleo, Industrias Manufactureras, Construcción y Electricidad |        |
| Sector Terciario                                                          | 27.6 % |
| Comercio, Turismo y Servicios                                             |        |

## Turismo

### Centros turísticos
Monumentos Históricos
- Convento Franciscano del siglo XVI:En la iglesia quedan restos de retablos de los siglos XVII y XVIII, ubicados en la cabecera municipal.
- Santuario a la Virgen de los Dolores: Construido en el siglo XVIII
- Portal Hidalgo de 47 arcos: Es el más grande de las ciudades coloniales de Puebla, construido en el siglo XVI, localizados en el cabecera municipal.
- " Al norte de la ciudad también podemos apreciar vestigios prehispánicos (pirámides) de los primeros pobladores nahuatlacos que habitaron la ciudad junto al río Teczahuapan, llamados teteles el cual podemos encontrar en una de ellas el barrio más antiguo, asimismo como figuritas de barro entre otros.

Esculturas
- Pila Bautismal de piedra monolítica: al frente ostenta el Sacramento de la Eucaristía sostenida por ángeles, construida en el siglo XVI.
- Fuente de la Virgen de los Dolores de planta octagonal de finales del siglo XVI
- Imágenes del Santo Ecce Homo y la Virgen de los Dolores
- Camerin de la Virgen de los Dolores de forma octagonal y marco de oro y plata del siglo XVIII.

Pinturas
- Cuadros del Santuario de la Virgen de Dolores y del templo de la Soledad: entre ellas un autorretrato del Pintor Miguel Jerónimo Zendejas; dos obras del pintor Muñoz, en el templo principal.

### Fiestas populares
La primera fiesta del año se realiza entre marzo y abril, comienza el domingo previo a Semana Santa y termina el Domingo de Ramos, durante esta semana se instala la feria en el zócalo de la población, el día principal es el Viernes de Dolores este día se acostumbra dar el Beso a la Virgen de los Dolores, que es bajada de su nicho para que sea venerada por la población y los visitantes.
La segunda Fiesta se realiza en septiembre empieza el día 15 de septiembre cuando miles de feligreses se reúnen en el santuario de la Virgen de los Dolores, donde, con gran solemnidad, los sacerdotes de la parroquia e invitados especiales bajan la Santa Imagen de los Dolores para que todos pasen al “Beso”. El mismo día por la noche hay un concurso de bandas de viento. El día 14, casi todos los habitantes de la localidad amanecen preparando los festejos a la Virgen de los Dolores. Por todas las calles del centro y las aledañas se ven personas ornamentando las aceras con arreglos diversos: maceteros, lámparas, candiles, varas florales, etc. Se pica alfalfa y se terminan de pintar centenares de kilos de arena y aserrín para elaborar los casi ocho kilómetros de alfombras por los que pasará la procesión con la imagen de la Virgen.
La fiesta de su Santo Patrono San Juan Evangelista se celebra el 27 de diciembre.

### Gastronomía
Alimentos: Carnitas de cerdo, mole poblano y tamales.
Dulces: Palanquetas, jamoncillo y conservas de fruta.